# Luolishaniidae
Luolishaniidae — викопна родина оніхофор, що існувала у кембрійському періоді. Це лобоподи з передніми 5 або 6 парами щетинчатих лобоподій. Більшість луолішаніїд також мають задні лобоподи, кожна з яких має гачкуваті кігті, і шипоподібні склерити, розташовані по три або більше на сегмент тулуба. Передбачається, що вони були бентосною суспензією або фільтраторами.
Нові зразки раніше загадкового Facivermis показують, що він був частиною цієї групи.